# ديف ليون
ديف ليون (بالإنجليزية: Dave Lyon)‏ (18 يناير 1951 في المملكة المتحدة - 29 أبريل 1999 في المملكة المتحدة) هو لاعب كرة قدم بريطاني في مركز الدفاع. لعب مع كامبريدج يونايتد ونادي بوري ونادي نورثامبتون تاون وهدرسفيلد تاون ونادي مانسفيلد تاون ونادي كامبريدج ستي.

## وصلات خارجية
- ديف ليون على موقع قاعدة بيانات كرة القدم.إي يو (الإنجليزية)